# Август Раш
«А́вгуст Раш» (англ. August Rush) — американская мелодрама 2007 года режиссёра Кирстен Шеридан. В основе сюжета — история мальчика из детского дома, мечтающего отыскать своих родителей.

## Сюжет
Мальчик по имени Эван Тэйлор (Фредди Хаймор) растёт изгоем в детском доме для мальчиков, веря в то, что его родители живы. Он может слышать музыку повсюду: в свете, в ветре, в воздухе и даже в электрических проводах. Он верит, что может слышать музыку своих родителей. Эван считает, что был желанным ребёнком для своих родителей, что однажды они придут и заберут его.
Эван встречает социального работника Ричарда Джеффриса (Терренс Ховард) из департамента по делам детей Нью-Йорка и сообщает, что не желает быть усыновлённым. Мальчик понравился Джеффрису. Он вручил Эвану визитную карточку с номером своего телефона на тот случай, если мальчику что-нибудь понадобится.
Через серию возвратов в прошлое зритель узнаёт, что родители мальчика — Лайла Новачек (Кери Расселл) и Луис Коннели (Джонатан Рис-Майерс). Лайла — известная молодая виолончелистка. Луис — ирландский гитарист и солист рок-группы. Они встречаются на одной вечеринке и проводят вместе романтическую ночь. Из-за строгого отца Лайла оказывается разлучённой с Луисом.
Лайла оказывается беременной от Луиса. Её отец не одобряет этого. Он хочет, чтобы дочь сделала успешную карьеру без помехи в виде ребёнка. После ссоры с отцом Лайла выбегает из ресторана и её сбивает машина. В госпитале она рожает сына. Последнее, что она помнит — как медсестра говорит, что у ребёнка прекратилось сердцебиение. Когда Лайла проснулась, её отец сообщил ей, что её сын умер. Она и подозревать не могла, что ребёнок выжил, а отец подделал её подпись на бумагах об усыновлении. Луис и Лайла после потери друг друга забросили занятия музыкой.
Эван непреклонно верит в то, что если он будет заниматься музыкой, то у него появится шанс встретить своих родителей. Он верит, что родители услышат его. Он убегает в Нью-Йорк и встречает там Артура (Леон Томас III) — мальчика, который играет на улице за деньги. Эван следует за Артуром и попадает к Максвелу Уолесу, известному под псевдонимом «Колдун» (Робин Уильямс). Он опекает бездомных и беглецов, которые играют музыку на улице и отдают ему бо́льшую часть вырученных денег. Эван открывает свой музыкальный дар, и Колдун вербует мальчика в уличные музыканты и даёт ему псевдоним «А́вгуст Раш». Колдун убеждает Эвана в том, что если его настоящее имя будет раскрыто, то ему придётся бросить музыку и вернуться в сиротский приют.
Лайла узнает, что её сын жив: её отец перед смертью признаётся в том, что действительно произошло с ребёнком. Лайла незамедлительно отправляется в Нью-Йорк, чтобы искать своего 11-летнего сына. Одновременно она возвращается в Нью-Йоркский филармонический оркестр, чтобы играть на виолончели. Где-то в это же время Луис возвращается к рок-музыке.
После рейда полиции Эван находит убежище в церкви, где ещё раз показывает свой природный музыкальный талант. Эван поступает в Джульярдскую школу под именем Августа Раша. Он показывает себя непревзойдённым мастером, гораздо лучшим, чем любой из студентов своего вуза, а музыка, которую он сочинил, была одобрена к исполнению Нью-Йоркским филармоническим оркестром в Центральном парке. К несчастью Колдун ворвался на генеральную репетицию, заставив Эвана вернуться обратно к уличной музыке под угрозой раскрытия его настоящего имени.
Тем временем Лайла узнала имя своего сына и как он выглядит. Она твёрдо решила остаться в Нью-Йорке до тех пор, пока не найдёт Эвана. Одновременно она решила воскресить свою карьеру виолончелистки. Она была выбрана для игры на том же концерте, что и Эван. Луис, неверно проинформированный о том, что Лайла вышла замуж, возвращается в Нью-Йорк, чтобы выступать со своей прежней группой. Он случайно встретился с Эваном в парке на Вашингтонской площади и они играют музыку вместе, однако ни один из них не знает, кем является другой.
Вечером перед концертом Эван сбегает от Колдуна и направляется в парк в надежде успеть на своё выступление. Тем временем Луис видит имя Лайлы на рекламной афише и направляется в парк. Эван успевает добраться до парка и дирижирует оркестром. В конце выступления он поворачивается и видит, как Лайла и Луис стоят перед ним, взявшись за руки. И он знает, что наконец-то он воссоединился со своими родителями.

## В ролях
| Актёр               | Роль                                                      |
| ------------------- | --------------------------------------------------------- |
| Фредди Хаймор       | Эван Тэйлор / Август Раш                                  |
| Кери Рассел         | Лайла Новачек                                             |
| Джонатан Рис-Майерс | Луис Коннели                                              |
| Робин Уильямс       | Максвел Уолес (Колдун)                                    |
| Терренс Ховард      | Ричард Джеффрис (Консультант департамента по делам детей) |
| Уильям Сэдлер       | Томас Новачек (отец Лайлы)                                |
| Мэриэн Селдес       | Элис МакНейл (декан Джульярдской школы)                   |
| Леон Томас III      | Артур                                                     |
| Алекс О’Лафлин      | Маршалл                                                   |

## Саундтрек
| Композиция                 | Автор                            | Исполнитель                                   |
| -------------------------- | -------------------------------- | --------------------------------------------- |
| «Maiп Title»               | Ханс Циммер                      |                                               |
| «Bech / Break»             | Стив Эрдоди                      | Джонатан Рис-Майерс                           |
| «Moondance»                | Ван Моррисон                     | Джонатан Рис-Майерс                           |
| «This Time»                | Крис Трэппер                     | Джонатан Рис-Майерс                           |
| «Bari Improv»              | Марк Манчина и Каки Кинг         | Каки Кинг                                     |
| «Ritual Dance»             | Майкл Хеджес                     | Каки Кинг                                     |
| «Raise It Up»              | Impact Repertory Theatre         | Джамайя Саймон Нэш и Impact Repertory Theatre |
| «Dueling Guitars»          | Эйтор Перейра                    | Эйтор Перейра и Даг Смит                      |
| «Elgar / Something Inside» | Лукас Рейнольдс                  | Джонатан Рис-Майерс                           |
| «August's Rhapsody»        | Марк Манчина                     |                                               |
| «Someday»                  | Джон Ледженд                     | Джон Ледженд                                  |
| «King Of The Earth»        | Джон Ондрасик                    | Джон Ондрасик                                 |
| «God Bless The Child»      | Артур Херцог-мл. и Билли Холидэй | Крис Ботти и Пола Коул                        |
| «La Bamba»                 | Ричи Валенс                      | Леон Томас III                                |
| «Moondance»                | Ван Моррисон                     | Крис Ботти                                    |

Последний номер с Лайлой и Луисом начинается с того, что Лайла играет «Адажио-Модерато» из «Концерта для виолончели Ми минор, Op. 85» Эдуарда Элгара. Все гитарные отрывки Августа (кроме «Dueling Guitars») были сыграны американской гитаристкой и композитором Каки Кинг. Композитор Марк Манчина потратил более 18 месяцев, сочиняя музыку для фильма. «Сердце истории в том, как мы реагируем и взаимодействуем посредством музыки. Она о том маленьком мальчике, который верит, что может найти своих родителей с помощью музыки. Это то, что движет им.»

## Отзывы о фильме
В обзоре для USA Today Клаудия Пьюг писала, что «Август Раш — фильм не для каждого, но для тех, кто в плену его напева и смелого сентиментального конца с незабываемой музыкой и визуальной поэзией». Со стороны The Hollywood Reporter фильм был оценен положительно: «Это история о музыкантах и о том, как музыка соединяет людей. Музыкальная партитура и песни в фильме, созданные Марком Манчиной и Хансом Циммером, привносят поэтическую причуду в невероятную концовку».
В обзоре веб-сайта Rotten Tomatoes 36 % критиков оценили фильм положительно. «Вывод: Несмотря на наличие талантливых актёров, „Август Раш“ не смог подняться выше слабой режиссуры и слезливого сценария». На сайте Metacritic фильм набрал 38 из 100 очков.
Пэм Грэди из San Francisco Chronicle назвала фильм «бессодержательной музыкальной мелодрамой». Грэди заявила, что «вся история смехотворна». «Груда совпадений, поведение и мотивации против логики, и все образы так плохо нарисованы, что актёры в них теряются». Кинокритик Роджер Эберт дал фильму три звезды: «фильм пропитан сентиментальностью, но это ожидаемо». Писательница Джамила Гэйвин сравнила фильм с «Оливером Твистом» Чарлза Диккенса.

## Награды и номинации
- Фильм был выдвинут на премию «Оскар» в номинации «Лучшая оригинальная песня» (Raise It Up).
- Фильм получил две премии «Молодой актёр»: лучший семейный художественный фильм — комедия или драма, лучший молодой актёр второго плана — фантастика или драма (Леон Дж. Томас III), а также номинирован ещё на две премии: лучший молодой актёр (Фредди Хаймор), лучшая молодая актриса второго плана (Джамайя Саймон Нэш).
- Академия научной фантастики, фэнтези и фильмов ужасов вручила в 2008 году премию «Сатурн» Фредди Хаймору за лучшее исполнение роли молодым актёром, а также номинировала Марка Манчину на премию за лучшую музыку.
- В 2009 году саундтрек к фильму был номинирован на премию «Гремми» за лучший саундтрек-компиляцию.